# 티쉬린 SC
티쉬린 SC(아랍어: نادي تشرين الرياضي)는 라타키아를 연고로 하는 시리아의 축구단이다. 현재 시리아 프리미어리그에 참가하고 있다.

## 우승
- 시리아 프리미어리그: 1982, 1997, 2020, 2021, 2022

## 선수 명단

### 현역
참고: FIFA 자격 규정에 따라 소속된 국가대표팀 국기를 표시합니다. 선수는 복수의 FIFA 비회원국 국적을 가지고 있을 수 있습니다.
| 번호 | 포지션 | 국적   | 이름              |
| ---- | ------ | ------ | ----------------- |
| 5    | MF     | 말리   | 이드리사 트라오레 |
| 11   | DF     | 시리아 | 나딤 사바그       |
| 14   | MF     | 카메룬 | 가이 에이케       |

| 번호 | 포지션 | 국적 | 이름 |
| ---- | ------ | ---- | ---- |

### 역대
틀:티쉬린 SC 선수 명단